# Alchemilla bogumilii
Alchemilla bogumilii é uma espécie de rosácea do gênero Alchemilla, pertencente à família Rosaceae.